# Kurt Klöppel
Kurt Paul Klöppel (* 15. September 1901 in Aue; † 13. August 1985 in Darmstadt) war ein deutscher Bauingenieur. Er war Professor für Stahlbau an der TH Darmstadt.

## Leben und Werk
Kurt Klöppel wurde 1901 als Sohn des Gastwirts Paul Klöppel in Aue geboren. Er studierte nach der Lehre als Schlosser Maschinenbau an der Staatlichen Akademie für Technik in Chemnitz. Danach arbeitete er in der Seilbahn- und Stahlbau-Firma Adolf Bleichert & Co. in Leipzig (befasst mit Berechnungen für die österreichische Zugspitzbahn) und auf der Schiffswerft Schichau in Danzig. Außerdem arbeitete er freiberuflich als Ingenieur. Gleichzeitig studierte er Bauingenieurwesen an der TH Dresden und der TH Danzig mit dem Diplomabschluss 1929. Er wurde 1929 Leiter der technisch-wissenschaftlichen Abteilung im Deutschen Stahlbau-Verband (DStV) und wurde außerdem Geschäftsführer des späteren DASt (Deutscher Ausschuss für Stahlbau, damals Deutsche Gesellschaft für Versuche im Eisenbau, gegründet 1908). 1933 wurde er an der TH Breslau zum Dr.-Ing. promoviert (Beitrag zur Frage der Unterhaltungskosten von Stahlbauwerken).
Klöppel beantragte am 4. November 1937 die Aufnahme in die NSDAP und wurde rückwirkend zum 1. Mai desselben Jahres aufgenommen (Mitgliedsnummer 5.851.086). Er behauptete nach dem Zweiten Weltkrieg, dass sein Eintritt in die NSDAP mit der Berufung auf die Professur an die TH Darmstadt zusammenhing. Er war auch Mitglied des Nationalsozialistischen Deutschen Dozentenbundes (NSDDB) und gehörte neben Karl Lieser und Friedrich List zu den wichtigen Stützen des NS-Regimes an der TH Darmstadt und Vertrauter von Gauleiter Jakob Sprenger.
1938 wurde er als Nachfolger von Heinrich Kayser ordentlicher Professor für Brückenbau und Leiter des Ingenieurlabors an der TH Darmstadt. Er machte sein Institut nach dem Zweiten Weltkrieg zu einem der führenden deutschen Institute für Stahlbau. Er war Prüfingenieur für Baustatik.
Von 1941 bis 1944 war er Dekan der Fakultät Bauingenieurwesen. In der Nachfolge von Karl Lieser, der nach dem 11. September 1944 von seinem Amt zurückgetreten war, trat Klöppel nach der Ernennung durch das Reichserziehungsministerium am 1. Januar 1945 das Amt des Rektors der TH Darmstadt an. Beim Einmarsch der Amerikaner in Darmstadt am 25. März 1945 wurde er neben weiteren neun Professoren der TH verhaftet, interniert und auf seine Forschungen im Zusammenhang mit der Heeresversuchsanstalt Peenemünde intensiv befragt. Er kehrte im Juli 1945 an die TH zurück. Sein Rektoramt konnte er gegen den Widerstand der Amerikaner nicht mehr aufnehmen.
Er war maßgeblich an der Ausgestaltung der DIN 4114 von 1952 beteiligt (Nachweis der Knicksicherheit). Er untersuchte das Beulen von Rechteckplatten und die Stabilität von Rahmenecken, Eigenspannungen aus Schweißnähten und Sprödbrüche (woraus die Empfehlungen der Wahl von Stahlgütegruppen für geschweißte Stahlbauten entstanden).
Von 1953 bis 1955 war er erneut Rektor der TH Darmstadt. Seit 1957 war er Mitglied der Akademie der Wissenschaften und der Literatur in Mainz und seit 1974 korrespondierendes Mitglied der Braunschweigischen Wissenschaftlichen Gesellschaft. Von 1958 bis 1965 war Klöppel Vizepräsident der Deutschen Forschungsgemeinschaft. Von 1958 bis 1964 war er Mitglied des Wissenschaftsrates. Er war 1939 bis 1981 Schriftleiter von Der Stahlbau (als Nachfolger von August Hertwig). Er gehörte auch dem Verein Deutscher Ingenieure (VDI) mit der Mitgliedsnummer 29118 an.
Klöppel wurde 1969 emeritiert. Er starb im August 1985 in Darmstadt. Klöppel war seit 1930 mit Elsbeth Grönke verheiratet.

## Ehrungen
- 1956: VDI-Ehrenzeichen[5]
- 1956: Ehrendoktor der TU Berlin
- 1961: Carl-Friedrich-Gauß-Medaille

## Schriften
- mit J. Scheer Beulwerte ausgesteifter Rechteckplatten, Ernst und Sohn 1960, Band 2 mit K. H. Möller 1968